# Cezar Antonovics Kjui
Cezar Antonovics Kjui (született: Cezarij-Venyiamin Antonovics Kjui, franciául: César Cui, oroszul: Цезарь (Цезарий-Вениамин) Антонович Кюи; Vilnius, 1835. január 18. – Szentpétervár, 1918. március 26.) orosz zeneszerző, zenekritikus, hadmérnök. Az orosz ötök tagja, a csoport kiáltványának megszerkesztője. Szerzeményei közül operái a legjelentősebbek, de ezek mára még hazája színpadairól is eltűntek. Kritikai tevékenységének, főleg kortársairól írott cikkei révén, még ma is van zenetörténeti jelentősége.

## Élete
A litvániai Vilniusban született egy, a napóleoni háború idején sebesülése után, 1812-ben Oroszországban maradt francia katona, Antoine Cui (oroszosított alakban Anton Leonardovics Kjui) és egy elszegényedett litván nemesi családból származó anya, Julia Gucewicz utolsó, ötödik gyermekeként. Egyik bátyja, Alekszandr (1824–1909) híres építész lett.
Iskolai évei alatt megtanult oroszul, franciául, litvánul és lengyelül. Ez idő alatt tanult meg zongorázni is. Szülővárosában a legalaposabb zenei képzést az 1840 és 1858 között ott élő Stanisław Moniuszkótól kapta. A gimnáziumi tanulmányait már nem szülővárosában fejezte be, 1850-ben Szentpétervárra küldték, ahol a Központi Mérnöki Tanintézet (jelenleg Katonai Műszaki Egyetem) diákja lett. Itt zászlósi rendfokozattal végzett 1855-ben, és beiratkozott az I. Miklós Mérnöki Akadémiára (oroszul: Николаевская Инженерная Aкадемия, magyaros átírással: Nyikolajevszkaja Inzsenyernaja Akagyemija, ma: Katonai Műszaki Egyetem), ahol két évvel később hadmérnökként és hadnagyként végzett, ezután tanári állást vállalt és először a topográfia, majd az erődítés oktatója, később (1880-ban) professzora lett. Tanítványai között találjuk a Romanov-ház számos tagját, köztük II. Miklós cárt. 1906-ban ezredesi rangot kapott.
Tanulmányai idején kapcsolódott be a főváros zenei életébe. Állandó látogatója volt a cári operának. 1856-ban ismerkedett meg Balakirevvel és szoros barátság alakult ki köztük. Zenei képzettsége is e barátság révén fejlődött a legtöbbet. Balakirev révén részt vett az Orosz ötök csoportjának alapításában, ő fogalmazta meg annak kiáltványát is. Barátjuk, Vlagyimir Vasziljevics Sztaszov (1824–1906), a kor elismert zenekritikusa a „Hatalmasok kis csoportjának” nevezte őket. A csoport tagjain kívül nagy hatással volt zenéjére Dargomizsszkij és Glinka munkássága.
1858-ban feleségül vette Malvina Rafailovna Bamberget (oroszul: Мальвина Рафаиловна Бамберг), aki Dargomizsszkij tanítványa volt. Két gyermekük született: Ligyija és Alekszandr. Ligyija amatőr énekesnő volt, Alekszandr pedig országgyűlési képviselő az októberi forradalom előtt.
Szentpétervárott halt meg 83 éves korában. Először felesége (1899-ben hunyt el) mellé temették a szmolenszki evangélikus temetőbe, majd 1939-ben mindkettejüket újratemették a szentpétervári tyihvini temetőben az Ötök többi tagja mellé.

## Munkássága
1859-ben mutatták első művét a Scherzo-t (Op.1.) Anton Rubinstejn vezényletével, tíz évvel később pedig színpadra került első operája, a Heine tragédiája nyomán írt William Ratcliff. Kortársa, Liszt Ferenc elismerően nyilatkozott erről az operáról, ezért Kjui könyvét a La musique en Russie-t (Az orosz zene) és Zongoraszvitjét (Op.21.) is neki ajánlotta, Tarantella zenekarra (Op.12.) című művéből Liszt zongoraátiratot készített. 
1896 és 1904 között az Orosz Birodalmi Zenei Társaság szentpétervári csoportjának vezetője, majd 1904-től az egész társaság tiszteletbeli vezetője. Külföldön is számos zenei társaság választotta tiszteletbeli tagjai közé.

### Operái
- A hóvitéz (Снежный богатырь; gyermekopera; 1905)
- A kalóz (Le flibustier; vígopera; librettó: Jean Richepin; 1888–89; bemutató; Párizs, Opéra Comique, 1894. január 22.)
- A kapitány lánya (Капитанская дочка; Puskin nyomán; 1907-08; bemutató: 1911)
- A kaukázusi fogoly (Кавказский пленник; Puskin nyomán; első változat: 1857–59, második változat: 1881-82; bemutató: 1883)
- A mandarin fia (Сын мандарина; vígopera; 1859; bemutató: 1878)
- A szaracén (Сарацин; id. Alexandre Dumas VII. Károly című drámája nyomán; 1896-98; bemutató: 1899)
- Angelo (Анджело; Victor Hugo nyomán; első változat: 1871–75, második változat: 1900; bemutatók: 1876, 1900)
- Bolond Istók vagy Bolondoska Ivanuska (Иванушка-дурачок; gyermekopera; librettó: Nagyezsda Nyikolajevna Dolomanova, népmesei alapokon, nem Lev Tolsztoj azonos című műve nyomán; 1913)
- Csizmás kandúr (Кот в сапогах; gyermekopera; Charles Perrault nyomán; 1913; bemutató: 1915)
- Piroska és a farkas (Красная шапочка; gyermekopera; Charles Perrault nyomán; 1911)
- Lakoma pestis idején (Пир во время чумы; Puskin nyomán; 1895–97, bemutató: 1900)
- Mademoiselle Fifi (Мадмуазель Фифи; Guy de Maupassant nyomán; 1902-03; bemutató: 1903)
- Mateo Falcone (Матео Фальконе; Prosper Mérimée nyomán; 1906-07; bemutató: 1907)
- Mlada (Млада; balett-opera; Kjui, Borogyin, Rimszkij-Korszakov, Muszorgszkij és Minkusz közös műve; 1872; töredék, nem mutatták be)
- William Ratcliff (Вильям Ратклиф; Heinrich Heine nyomán; 1861–68; bemutató: 1869. február 26., Mariinszkij Színház)

## Kották
- Cui, César. International Music Score Library Project. (Hozzáférés: 2019. május 26.)

## Galéria

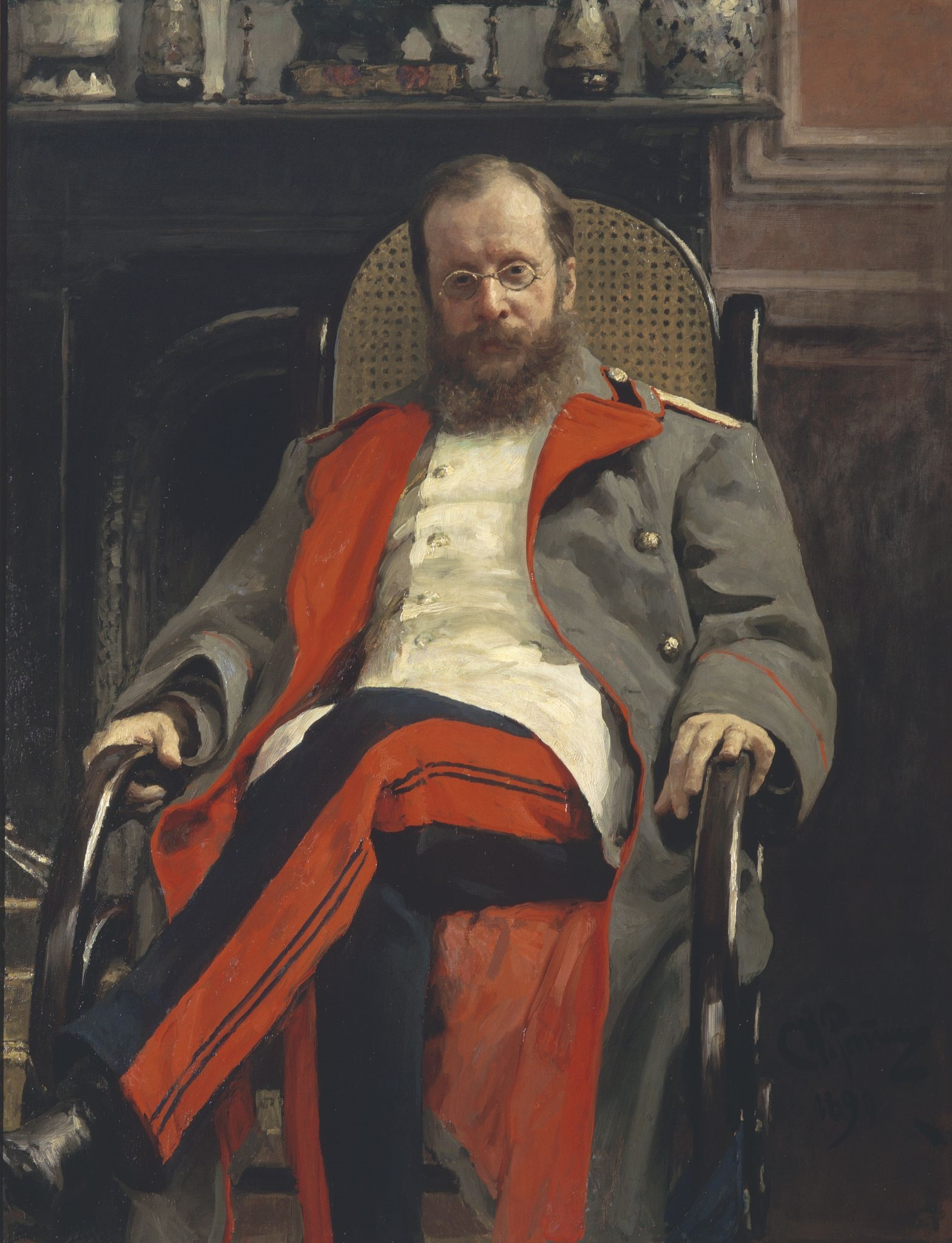
A zeneszerző Repin festményén
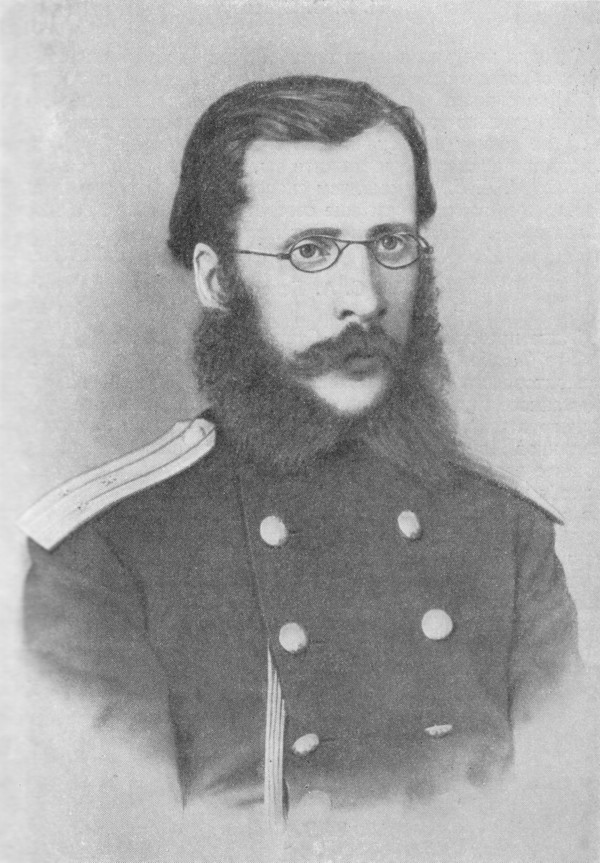
Kjui az 1870-es években
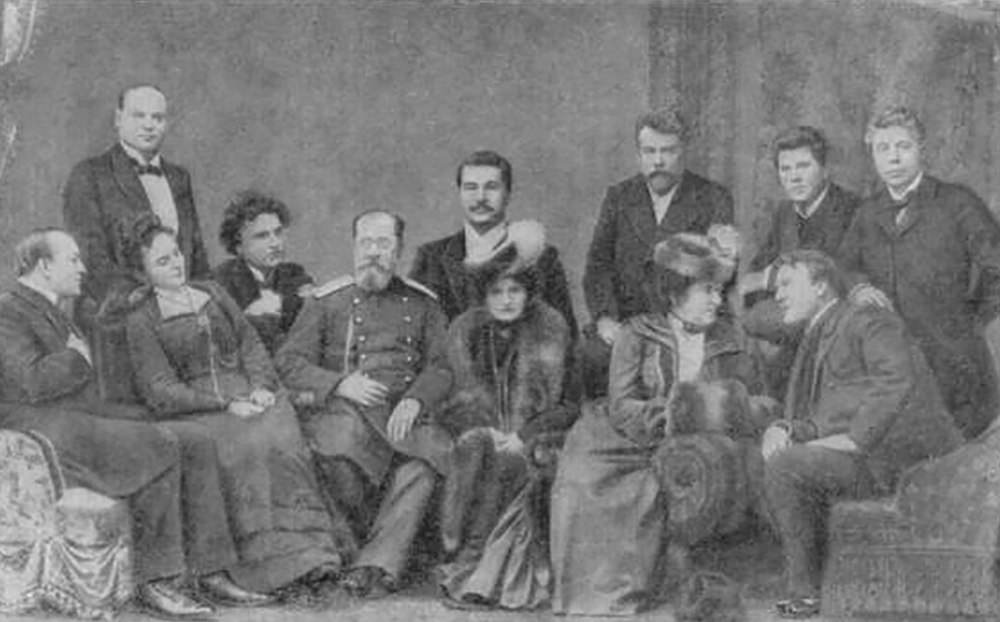
A zeneszerző a moszkvai Nagyszínház (Bolsoj Tyeatr) társulatával, köztük Saljapinnal (első sor jobb szélén)
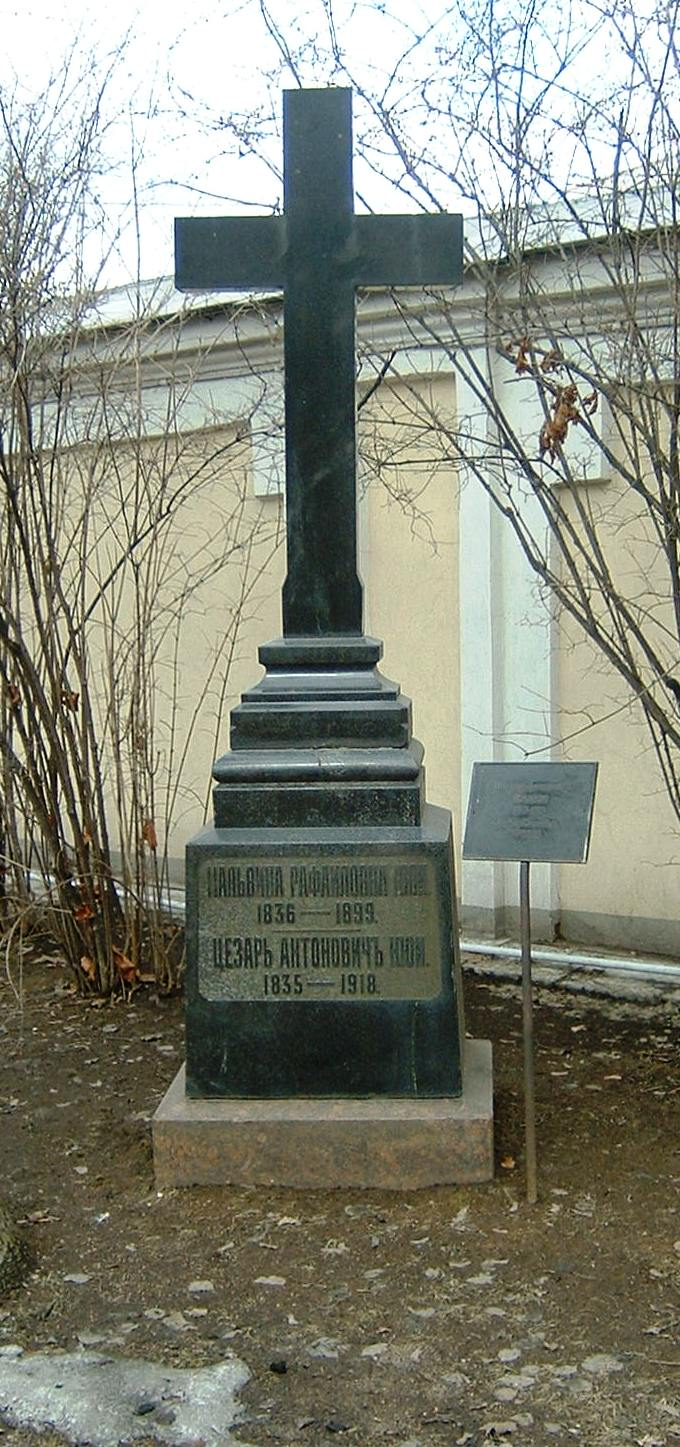
Kjui és felesége sírja a Tyihvini temetőben, Szentpétervárott

## Fordítás
Ez a szócikk részben vagy egészben a Кюи,_Цезарь_Антонович című orosz Wikipédia-szócikk ezen változatának fordításán alapul.  Az eredeti cikk szerkesztőit annak laptörténete sorolja fel. Ez a jelzés csupán a megfogalmazás eredetét és a szerzői jogokat jelzi, nem szolgál a cikkben szereplő információk forrásmegjelöléseként.